# Matti Wasama
Pour les articles homonymes, voir Wasama.
Matti Wasama (né le 14 janvier 1918 à Tampere en Finlande - 10 juillet 1970 à Tampere en Finlande) est un joueur finlandais de hockey sur glace. Il évolue au sein du club Ilves Tampere dans la SM-sarja et remporte trois titres de champion de Finlande avec son équipe en 1936, 1937 et 1938. Meilleur pointeur du championnat lors de ce dernier titre, il est le capitaine de son équipe en 1942 et 1944. Il est le père de Jarmo Wasama, joueur d'Ilves dans les années 1960.

## Biographie
En 1935, il commence sa carrière avec Ilves Tampere dans la SM-sarja. Les saisons de la ligue sont courtes à cette époque, six matchs en 1935-1936 et avec quatre équipes. Outre le club de Tampere, le championnat accueille trois équipes d'Helsinki : le KIF, le Helsingin Jalkapalloklubi (souvent désigné par le sigle HJK) et Helsingfors Skridskoklubb (HSK). Les Ilves sont sacrés champions de Finlande pour la première fois à l'issue des six rencontres jouées. Son club est à égalité de points avec la nouvelle équipe du KIF mais les Ilves sont sacrés champions après une victoire lors du match de barrage. Avec six points, Wasama est le deuxième pointeur de l'équipe derrière Jussi Tiitola auteur de dix points.
Le ÅIFK Turku prend la place du HSK qui est relégué pour la saison 1936-1937 mais Tampere remporte un nouveau titre de champion, Wasama étant une nouvelle fois derrière Tiitola pour le nombre de points inscrits avec encore une fois une récolte de six points,. En 1937-1938, Tiitola devient capitaine du club mais Wasama remporte son premier titre de meilleur pointeur de l'équipe mais également du championnat. Au sein d'un championnat qui compte désormais cinq équipes avec l'ajout du Riento Turku, l'équipe de Tampere remporte un troisième titre consécutif de champion alors que seulement chaque équipe joue un match contre chaque autre club,.
En 1938-1939, le club de Tampere termine troisième de la saison alors que Wasama ne joue que trois matchs puis la saison 1939-1940 est annulée en raison de la Guerre d'Hiver.
Le club revient au jeu en 1940 et il finit à la troisième place. En 1940-1941, Wasama décroche la cinquième place des pointeurs au classement du championnat. La guerre fait annuler une deuxième fois une saison et en 1942-1943, Ilves finit une nouvelle fois à la troisième place du championnat alors que Wasama est le nouveau capitaine des siens.
Le 2 décembre 1943, Matti Wasama et sa femme donnent naissance à Jarmo qui deviendra dans les années 1960 joueur de hockey professionnel. Matti joue deux rencontres dans la saison 1943-1944 avant que le championnat ne soit annulé en raison de la Seconde Guerre mondiale. Il met fin à sa carrière à la suite de cette saison tronquée.
Jarmo fait ses débuts avec Ilves en 1960-1961 et remporte lors de sa deuxième saison le titre de champion de Finlande, seize après son père. Il est désigné cinq années de suite dans l'équipe type de la saison mais se tue en février 1966. En rentrant d'un entraînement de hockey avec Ilves, père et fils ont un accident de voiture. Jarmo ne s'en sort pas alors Matti parvient à se rétablir. Il meurt quatre ans plus tard, le 10 juillet 1970, sans jamais s'être remis de la mort de son fils.

## Statistiques
| Saison  | Équipe        | Ligue    |   | PJ | B | A | Pts | Pun |
| 1935-36 | Ilves Tampere | SM-sarja | 6 | 6  | 0 | 6 | 0   |     |
| 1936-37 | Ilves Tampere | SM-sarja | 6 | 4  | 2 | 6 | 0   |     |
| 1937-38 | Ilves Tampere | SM-sarja | 4 | 5  | 2 | 7 | 0   |     |
| 1938-39 | Ilves Tampere | SM-sarja | 3 | 0  | 1 | 1 | 0   |     |
| 1940-41 | Ilves Tampere | SM-sarja | 7 | 2  | 4 | 6 | 0   |     |
| 1942-43 | Ilves Tampere | SM-sarja | 6 | 2  | 0 | 2 | 0   |     |
| 1943-44 | Ilves Tampere | SM-sarja | 2 | 0  | 0 | 0 | 0   |     |

## Trophées et honneurs personnels
- Champion de la SM-sarja en 1935-1936, 1936-1937 et 1937-1938
- Meilleur pointeur du championnat en 1937-1938
- Capitaine des Ilves en 1942-1943 et 1943-1944